# Princess-Alice-Bank
Die Princess-Alice-Bank (portugiesisch Banco Princesa Alice) ist ein Seeberg im Atlantik, rund 42 Seemeilen (78 km) südwestlich der Azoreninseln Pico und Faial. Sie ist ein Fischfanggebiet und ein beliebtes Tauchgebiet.
Die Bank ist vulkanischen Ursprungs und hat eine geringste Tiefe von 29 Metern. Ihre Ausdehnung, definiert durch die 100-Fathom-Kurve, beträgt 2,5 Seemeilen (4,6 km). Nach Nordwesten, im Princess-Alice-Becken, fällt der Meeresgrund schnell auf über 3000 m Tiefe ab, ebenso im Südosten.
Die Princess-Alice-Bank wurde 1896 von Fürst Albert I. von Monaco auf einer ozeanografischen Forschungsfahrt durch die Gewässer der Azoren entdeckt und nach seiner Yacht, der Princess Alice benannt. Sein Kapitän Henry Charlwood Carr (1848–1918) erstellte die erste Karte. Albert benachrichtigte zunächst seinen Vetter Karl I. von Portugal von seiner Entdeckung. Schon vier Monate später begann die Ausbeutung der reichen Fischressourcen.
Im Tauchgebiet der Princess-Alice-Bank trifft man neben Meeresschildkröten, Wal- und Hammerhaien auf Delfine und Teufelsrochen.